# Kosmos 124
Kosmos 124 (ros. Космос 124) – radziecki satelita rozpoznawczy; 40. statek serii Zenit-2 programu Zenit (35. statek na orbicie), którego konstrukcję oparto na załogowych kapsułach Wostok.